# Drumez
Drumez is een gehucht in de Franse gemeente Attiches in het Noorderdepartement. Het gehucht ligt meer dan drie kilometer ten zuiden van het dorpscentrum van Attiches, in een zuidelijke uitloper van het grondgebied van de gemeente, gekneld tussen het grondgebied van La Neuville in het westen, Thumeries in het zuiden en Mons-en-Pévèle in het oosten. Net ten oosten, op het grondgebied van Mons-en-Pévèle ligt het gehucht l'Offrande.
Ten westen ligt het Bos van Phalempin. Ten oosten loopt de bovenloop de Marque.

## Geschiedenis
De 18de-eeuwse Cassinikaart toont hier de plaatsnaam Drumez, aan de rand van het Bos van Phalempin, dat wordt weergegeven als het Bois du Roy. De 19de-eeuwse Carte de l'état-major toont het gehucht Drumetz.